# Air Koryo
Air Koryo Korean Airways (Koreaans: 고려항공, Koryŏ Hanggong) (eerder Chosonminhang Korean Airways) is de staatsluchtvaartmaatschappij van Noord-Korea. De luchtvaartmaatschappij onderhoudt lijndiensten van Pyongyang naar verschillende bestemmingen in Azië. Sporadisch worden er ook chartervluchten naar Europa uitgevoerd. De thuisbasis van de luchtvaartmaatschappij is Sunan International Airport in Pyongyang.

## Geschiedenis
De luchtvaartmaatschappij is opgericht vlak na het einde van de Koreaanse Oorlog, de eerste vlucht vond plaats op 21 september 1955. In het begin stond de maatschappij bekend als Chosonminhang Korean Airways (CAAK) en was bedoeld als opvolger van SOKAO, een luchtvaartmaatschappij opgericht in samenwerking met de Sovjet-Unie.
De eerste vliegtuigtypen die Air Koryo in gebruik nam waren de Lisunov Li-2, Antonov An-2 en Iljoesjin Il-12. In 1960 werden tevens Iljoesjin Il-14 en Iljoesjin Il-18 turbopropvliegtuigen toegevoegd aan de vloot. Het straaltijdperk begon voor Air Koryo in 1975, toen de eerste Tupolev Tu-154 werd afgeleverd. Dit vliegtuig was bedoeld voor lijndiensten naar Praag, Berlijn, Sofia en Moskou.
Na het einde van de Koude Oorlog en de val van het communisme werd het aantal bestemmingen van Air Koryo drastisch verkleind en er werd een grondige reorganisatie doorgevoerd. Tijdens die reorganisatie werd de naam Chosominhang ook officieel gewijzigd in Air Koryo.
Na het uiteenvallen van de Sovjet-Unie verloor Noord-Korea haar belangrijkste handelspartners en raakte het land vrijwel geheel geïsoleerd. Daardoor zijn er sinds 1990, toen er Iljoesjin Il-76 vrachtvliegtuigen werden gekocht, geen nieuwe toestellen meer aan de vloot toegevoegd totdat in januari 2008 een Tupolev Tu-204 werd afgeleverd aan de maatschappij.
De maatschappij werd tussen 2012 en 2015 vier jaar op rij uitgeroepen tot slechtste van de wereld door Skytrax, een adviesbureau uit het Verenigd Koninkrijk dat onderzoek doet naar de kwaliteit van verschillende aspecten in de publieke luchtvaart.

## Bestemmingen
Air Koryo opereert lijndiensten naar Peking, Shenyang en naar Vladivostok. De route naar Vladivostok wordt regelmatig geannuleerd als gevolg van de lage aantallen passagiers. 's Zomers wordt tevens een lijndienst naar Chabarovsk onderhouden. Dit omdat er grote aantallen Noord-Koreanen werken in en rond deze Russische stad. Chartervluchten worden sporadisch aangeboden naar Shenzhen, Macau en Bangkok.
Air Koryo voert tevens vluchten uit voor de regering van Noord-Korea, regelmatig worden daarvoor chartervluchten uitgevoerd naar Moskou, Sofia, Zürich, Praag, Boedapest, Seoel (JS815), Busan, Yanyang en Nagoya.
De eerste vlucht tussen Noord- en Zuid-Korea werd ook uitgevoerd door Air Koryo, in 2002 landde er een toestel van Air Koryo op het vliegveld van de Zuid-Koreaanse hoofdstad Seoel. Aan boord bevond zich een regeringsdelegatie uit het noorden.
Air Koryo is ook verantwoordelijk voor de binnenlandse vluchten in het land, maar door brandstofgebreken worden deze vluchten vaak geannuleerd. De enige reguliere binnenlandse lijndienst is die van Pyongyang via Hamhŭng naar Ch'ŏngjin, deze vlucht wordt eenmaal per week uitgevoerd. Binnenlandse chartervluchten vinden plaats om toeristen van de hoofdstad naar Samjiyeon te vliegen.
Op 29 augustus 2005 werd Air Koryo op de Franse zwarte lijst van luchtvaartmaatschappijen geplaatst. De redenen hiervoor zijn onduidelijk. Een mogelijkheid zou kunnen zijn omdat Air Koryo geen air operators certificate heeft, al zou het ook om zuiver politieke redenen kunnen gaan. Op 22 maart 2006 werd de luchtvaartmaatschappij, met uitzondering van het vliegtuig type Tu-204, ook op de Europese zwarte lijst geplaatst. Veel last zal zij hier waarschijnlijk niet van hebben doordat de maatschappij toch niet naar Europa vliegt en een uitzondering op de zwarte lijst geldt voor regeringsvluchten. In 2017 stond de luchtvaartmaatschappij nog altijd op deze zwarte lijst.

## Vloot
De vloot van Air Koryo bestaat op dit moment uit de volgende vliegtuigen:
| Vliegtuig            | In gebruik | Besteld | Passagiers (business/economy) |
| -------------------- | ---------- | ------- | ----------------------------- |
| Antonov An-24        | 3          | 0       | 52 (0/52)                     |
| Iljoesjin Il-18D     | 1          | 0       | 120 (0/120)                   |
| Iljoesjin Il-62M     | 4          | 0       | 180 (16/164)                  |
| Mil Mi-17            | 17         | 0       | 32 (0/32)                     |
| Toepolev Tu-134B-3   | 2          | 0       | 84 (0/84)                     |
| Toepolev Tu-154B-2   | 4          | 0       | 152 (16/136)                  |
| Toepolev Tu-204-300  | 1          | 0       | 166 (16/150)                  |
| Toepolev Tu-204-100B | 1          | 1       | 210 (0/210)                   |
| Totaal               | 37         | 1       |                               |

| Vliegtuig         | In gebruik | Capaciteit (max. gewicht) |
| ----------------- | ---------- | ------------------------- |
| Iljoesjin Il-18V  | 1          | 34,5 ton                  |
| Iljoesjin Il-76TD | 3          | 44 ton                    |
| Mil Mi-17         | n.v.t.     |                           |
| Totaal            | 4          |                           |